# Alfabeto lituano
O alfabeto lituano é derivado do alfabeto latino, incluindo nove caracteres suplementares formados por adição de diacríticos:
A letra Y aparece colocada entre o Į e o J. As letras Q, W e X são utilizadas apenas em palavras estrangeiras, sobretudo nomes.